# NGC 6370
NGC 6370 (другие обозначения — UGC 10836, MCG 10-25-20, ZWG 300.21, PGC 60192) — эллиптическая галактика (E) в созвездии Дракон.
Этот объект входит в число перечисленных в оригинальной редакции «Нового общего каталога».